# کرمس کارینتیا
کرمس کارینتیا (به آلمانی: Krems) یک منطقهٔ مسکونی در اتریش است که در ناحیه اشپیتال آن در دراو واقع شده‌است. کرمس کارینتیا ۲٬۱۵۷ نفر جمعیت دارد.